# 上利益弘
上利 益弘（あがり ますひろ、1958年 - ）は、日本の建築家。（株）日本設計・プロジェクト統括本部国際室・ジャカルタ事務所長。日本建築家協会登録建築家、米国建築家協会（AIA）国際会員。建築設計・インテリアデザイン・国際プロジェクトマネージメント等の活動を行っているほか、国際建築家連合（UIA）で職能委員会委員、日本建築家協会で国際委員会委員、日本建築学会で教育委員会委員を務める。日本大学大学院・武蔵野大学・（独）ポリテクセンター講師・チュニジア国立建築大学客員教授。東京都生まれ。趣味、ピアノ・テニス・インドネシアゴルフ・いけばな。

## 略歴
- 日本大学卒業を経てコロンビア大学大学院修士課程修了。
- 日本国政府派遣にてニューヨークのピーター・アイゼンマン建築設計事務所に所属。
- INA新建築研究所、ヘルムース・オバタ・カッサバウム（HOK）建築設計事務所東京事務所副所長などをへて現在に至る。
- UNESCO-UIA建築教育憲章（JIA翻訳協力）2003年
- サステナブル建築世界会議東京大会（SB05）論文審査委員（IBEC　建築環境・省エネルギー機構）
- 1988年 文化庁派遣による政府給費芸術家在外研修員・日米芸術家交換プログラム芸術家
- 建築デザインコンクール入賞多数